# 福山市立赤坂小学校
福山市立赤坂小学校（ふくやましりつ あかさかしょうがっこう 英称:Fukuyama Munipical Akasaka Elementary School）は、広島県福山市赤坂町に存在する小学校である。

## 沿革
- 1874年（明治7年）7月1日 - 赤坂村浄泉坊に時習学校が創立される。[1]
- 1875年（明治8年）- 赤坂小学校となり移転する。
- 1879年（明治12年）- 沼隈郡第三尋常小学校となり八幡宮前に移転する。
- 1891年（明治24年）- 沼隈郡赤坂尋常小学校となる。
- 1908年（明治41年）- 赤坂村友田ヶ市に移転。
- 1941年（昭和16年）- 赤坂国民学校になる。
- 1947年（昭和22年）- 赤坂村立赤坂小学校になる。
- 1956年（昭和31年）9月30日 - 赤坂村が福山市と編入合併し、福山市立赤坂小学校となる。

## 校歌
- 作詞：葛原滋、作曲：杉山長谷夫[2]

## 通学区域
- 赤坂、早戸[3]

## 進学先中学校
- 福山市立済美中学校[3]